# Opuntia cymochila
Opuntia cymochila ist eine Pflanzenart in der Gattung der Opuntien (Opuntia) aus der Familie der Kakteengewächse (Cactaceae). Das Artepitheton cymochila leitet sich von den griechischen Worten kyma für ‚Welle‘ sowie cheilos für ‚Rand‘ ab und verweist auf den gewellten Rand der Samen der Art.

## Beschreibung
Opuntia cymochila wächst strauchig mit mehreren zerstreuten Zweigen und ist oft kriechend und niederliegend. Die kreisrunden Triebabschnitte sind 15 bis 20 Zentimeter lang. Die Areolen stehen weit voneinander entfernt. Die ein bis drei kräftigen Dornen sind weißlich und 2,5 bis 5 Zentimeter lang. Manchmal sind zusätzlich haarartige Dornen vorhanden.
Die gelben, selten orangefarbenen oder rötlichen Blüten erreichen Durchmesser von bis zu 8 Zentimeter. Die eher kleinen, trüb purpurroten Früchte sind eiförmig mit einer schmalen Basis und Spitze.
Die Chromosomenzahl beträgt 2n = 66.

## Verbreitung und Systematik
Opuntia cymochila ist in den Vereinigten Staaten von den Great Plains bis in den Bundesstaat New Mexico in Grasland verbreitet.
Die Erstbeschreibung erfolgte 1856 von George Engelmann und John Milton Bigelow. Nomenklatorische Synonyme sind Opuntia mesacantha var. cymochila (Engelm. & J.M.Bigelow) J.M.Coult. (1896), Opuntia rafinesquei f. cymochila (Engelm. & J.M.Bigelow) Schelle (1907) und Opuntia tortispina var. cymochila (Engelm. & J.M.Bigelow) Backeb. (1958).

## Nachweise